# Dyskografia Marii Peszek
Dyskografia Marii Peszek obejmuje 5 albumów studyjnych, 2 albumy koncertowe, 1 minialbum i 22 singli. Artystka wydała także jedno wydawnictwo wideo oraz 16 teledysków.

## Albumy studyjne
| 2005                           | Miasto mania - Data: 14 października 2005 - Wydawca: Kayax                  | 6 | - platynowa płyta     |
| 2008                           | Maria Awaria - Data: 19 września 2008 - Wydawca: Kayax                      | 1 | - 2 × platynowa płyta |
| 2012                           | Jezus Maria Peszek - Data: 3 października 2012 - Wydawca: Mystic Production | 1 | - platynowa płyta     |
| 2016                           | Karabin - Data: 26 lutego 2016 - Wydawca: Warner Music Poland               | 2 | - platynowa płyta     |
| 2021                           | Ave Maria - Data: 10 września 2021 - Wydawca: Mystic Production             | 1 |                       |
| „–” pozycja nie była notowana. |                                                                             |   |                       |

## Albumy koncertowe
| 2010                           | Najmniejszy koncert świata - Data: 2010 - Wydawca: Agora           | — |
| 2014                           | JEZUS is aLIVE - Data: 14 lutego 2014 - Wydawca: Mystic Production | 4 |
| "–" pozycja nie była notowana. |                                                                    |   |

## Minialbumy
| Rok  | Tytuł                                                 |
| ---- | ----------------------------------------------------- |
| 2006 | Mania siku - Data: 27 listopada 2006 - Wydawca: Kayax |

## Single
| 2005                           | „Moje miasto”                                                         | 7  | 6  | Miasto mania                 |
| 2006                           | „Nie mam czasu na seks”                                               | 14 | 20 | Miasto mania                 |
| 2006                           | „Miły mój”                                                            | 4  | 38 | Miasto mania                 |
| 2008                           | „Ciało”                                                               | —  | —  | Maria Awaria                 |
| 2008                           | „Rosół”                                                               | 6  | 10 | Maria Awaria                 |
| 2009                           | „Muchomory”                                                           | 15 | 15 | Maria Awaria                 |
| 2011                           | „Znajdziesz mnie znowu”                                               | —  | —  | N/A                          |
| 2012                           | „Padam”                                                               | 5  | 32 | Jezus Maria Peszek           |
| 2012                           | „Ludzie psy”                                                          | 7  | 37 | Jezus Maria Peszek           |
| 2013                           | „Sorry Polsko”                                                        | 3  | 28 | Jezus Maria Peszek           |
| 2013                           | „Pan nie jest moim pasterzem”                                         | —  | —  | Jezus Maria Peszek           |
| 2014                           | „Wyścigówka”                                                          | 27 | —  | JEZUS is aLIVE               |
| 2016                           | „Polska A B C i D”                                                    | 1  | —  | Karabin                      |
| 2016                           | „Modern Holocaust”                                                    | —  | —  | Karabin                      |
| 2016                           | „Samotny tata”                                                        | 5  | —  | Karabin                      |
| 2016                           | „Ej Maria”                                                            | —  | —  | Karabin                      |
| 2017                           | „Ophelia”                                                             | 31 | —  | Hamlet (ścieżka dźwiękowa)   |
| 2019                           | „Całkiem nowy człowiek”                                               | —  | —  | Ave Maria (edycja specjalna) |
| 2021                           | „Virunga”                                                             | —  | —  | Ave Maria                    |
| 2021                           | „Ave Maria”                                                           | —  | —  | Ave Maria                    |
| 2021                           | „J*bię to wszystko”                                                   | —  | —  | Ave Maria                    |
| 2021                           | „Barbarka”                                                            | —  | —  | Ave Maria                    |
| Gościnnie                      |                                                                       |    |    |                              |
| 2007                           | Myslovitz - „W deszczu maleńkich żółtych kwiatów” (oraz Maria Peszek) | 1  | 2  | Happiness Is Easy            |
| 2007                           | L.U.C. i Rahim - „Hemoglobina” (oraz Maria Peszek)                    | —  | —  | Homoxymoronomatura           |
| "–" pozycja nie była notowana. |                                                                       |    |    |                              |

## DVD
| Rok  | Tytuł                                                                    |
| ---- | ------------------------------------------------------------------------ |
| 2010 | Najmniejszy koncert świata - Data: 15 października 2010 - Wydawca: Agora |

## Teledyski
| Rok       | Tytuł                                                                 | Reżyser               |
| --------- | --------------------------------------------------------------------- | --------------------- |
| 2005      | „Moje miasto”                                                         | Jacek Poremba         |
| 2006      | „Nie mam czasu na seks”                                               | Tomasz Nalewajek      |
| 2008      | „Ciało”                                                               | N/A                   |
| 2008      | „Rosół”                                                               | Roy                   |
| 2011      | „Znajdziesz mnie znowu”                                               | N/A                   |
| 2012      | "Ludzie psy”                                                          | Huncwot               |
| 2014      | „Wyścigówka”                                                          | Huncwot               |
| 2016      | „Polska A B C i D”                                                    | Huncwot               |
| 2016      | „Modern Holocaust”                                                    | Przemysław Wojcieszek |
| 2016      | „Samotny tata”                                                        | Anna Maliszewska      |
| 2016      | „Ej Maria”                                                            | Anna Maliszewska      |
| 2019      | „Całkiem nowy człowiek”                                               | N/A                   |
| 2021      | „Virunga”                                                             | Maria Peszek          |
| 2021      | „Ave Maria”                                                           | Maria Peszek          |
| 2021      | „J*bię to wszystko”                                                   | Maria Peszek          |
| 2021      | „Barbarka”                                                            | Maria Peszek          |
| Gościnnie |                                                                       |                       |
| 2007      | Myslovitz - „W deszczu maleńkich żółtych kwiatów” (oraz Maria Peszek) | Piotr Rzepliński      |